# Ella Lloyd
Ella Mai Lloyd (Pontypridd, 20 juli 2005) is een Welsh autocoureur. Sinds 2024 maakt zij deel uit van het McLaren Driver Development Programme, het opleidingsprogramma van het Formule 1-team van McLaren.

## Carrière
Naast de autosport is Lloyd ook actief geweest in het skiën en het springen. Haar vader Chris is een voormalig rallycoureur en nam in 2018 deel aan de Paralympische Winterspelen in het alpineskiën.

### Ginetta
Alhoewel zij nooit eerder aan wedstrijden in het karting had deelgenomen, werd Lloyd in 2018 door de FIA uitgenodigd voor de Girls on Track Karting Challenge op Silverstone. Vier jaar later, in 2022, begon zijn officieel haar autosportcarrière in het Ginetta Junior Championship. Zij reed hierin voor het team Assetto Motorsport en kwam tot scoren in 15 van de 25 races. Met 73 punten eindigde zij op plaats 21 in het klassement.
In 2023 werd Lloyd opgenomen in het opleidingsprogramma Motorsport UK Academy Futures en stapte zij over naar de Ginetta GT5 Challenge, waarin zij uitkwam voor Xentek Motorsport. Zij behaalde tien overwinningen, tien pole positions en zeventien podiumplaatsen en werd met 571 punten tweede achter Luke Garlick.

### Formule 4
In 2024 stapte Lloyd over naar het formuleracing en debuteerde zij in de Formula Winter Series, waar zij in de laatste twee raceweekenden voor Rodin Motorsport reed. Haar beste race-uitslag was een twintigste plaats op het Motorland Aragón. Vervolgens kwam zij voor JHR Developments uit in het Brits Formule 4-kampioenschap. Zij behaalde drie podiumplaatsen op Silverstone, het Knockhill Racing Circuit en Brands Hatch. Hoewel zij een raceweekend miste, eindigde zij met 99 punten als elfde in het klassement. Aan het eind van het jaar reed zij in twee raceweekenden van de Formula Trophy UAE voor Xcel Motorsport, waar twee zeventiende plaatsen op het Yas Marina Circuit haar beste resultaten waren.

### F1 Academy
In 2024 nam Lloyd als wildcardcoureur deel aan het raceweekend op het Marina Bay Street Circuit van de F1 Academy, waar zij negende en zevende in de races werd.
In 2025 rijdt Lloyd het volledige seizoen in de F1 Academy bij Rodin. Tevens werd zij opgenomen in het McLaren Driver Development Programme, het opleidingsprogramma van het Formule 1-team van McLaren.

### Formule E
In november 2024 testte Lloyd een Formule E-auto op het Circuito Permanente del Jarama voor het McLaren Formula E Team als onderdeel van een testsessie exclusief voor vrouwen. Zij eindigde als zevende in deze test.